# Jean Batiot
Jean Batiot est un missionnaire catholique français né le 3 octobre 1898 à Chantonnay et mort le 31 août 1953.

## Biographie
Mobilisé, il est fait prisonnier durant la Première Guerre mondiale. Il suit ses études à Rome, où il est ordonné prêtre en 1927 dans la Congrégation du Saint-Esprit.
Missionnaire à Madagascar, il est vicaire apostolique de Mahajanga, évêque titulaire d'Attalea (de), de 1947 à 1953. Il y fait bâtir la cathédrale de Majunga,, qu'il consacre le 5 octobre 1948.
Il meurt de typho-malaria le 31 août 1953 à Majunga.

## Distinction
- Chevalier de la Légion d'honneur, 1949[1]

## Hommages
- Avenue Monseigneur Batiot, à Chantonnay